# World Robot Olympiad

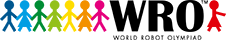
Logo der World Robot Olympiad

Die World Robot Olympiad (kurz WRO) ist ein internationaler Roboterwettbewerb für Kinder und Jugendliche. Ziel des Wettbewerbs ist es, die Teilnehmer für MINT-Themen zu begeistern und sie zu motivieren, eine Ausbildung oder ein Studium im technischen Bereich zu beginnen. Die WRO wird in mehreren international einheitlichen Wettbewerbskategorien ausgetragen. Nicht in allen Teilnehmerländern gibt es Wettbewerbe für alle diese Kategorien. Die bekanntesten sind die Robo Mission, Future Innovators und RoboSports. In 2er- oder 3er-Teams werden gemeinsam mit einem Coach die Aufgabenstellungen einer Wettbewerbskategorie bearbeitet. Im Einsatz sind dabei verschiedene Robotersysteme (in der Regel Lego Mindstorms). Die Qualifikation zum Weltfinale findet über Länderfinale in den jeweiligen Mitgliedsländern der World Robot Olympiad Association statt. In der Regel müssen sich die Teilnehmer zuvor in regionalen Wettbewerben für die Länderfinalteilnahme qualifizieren.

## Wettbewerbskategorien
In allen Wettbewerbskategorien wird großen Wert darauf gelegt, dass die Teams selbständig agieren und ohne fachliche Unterstützung ihres Coaches arbeiten. Entsprechend verstößt auch die Verwendung von im Internet angebotenen Lösungen der Aufgaben gegen die Wettbewerbsregeln und allgemein gegen den Grundsatz der Fairness.

### RoboMission

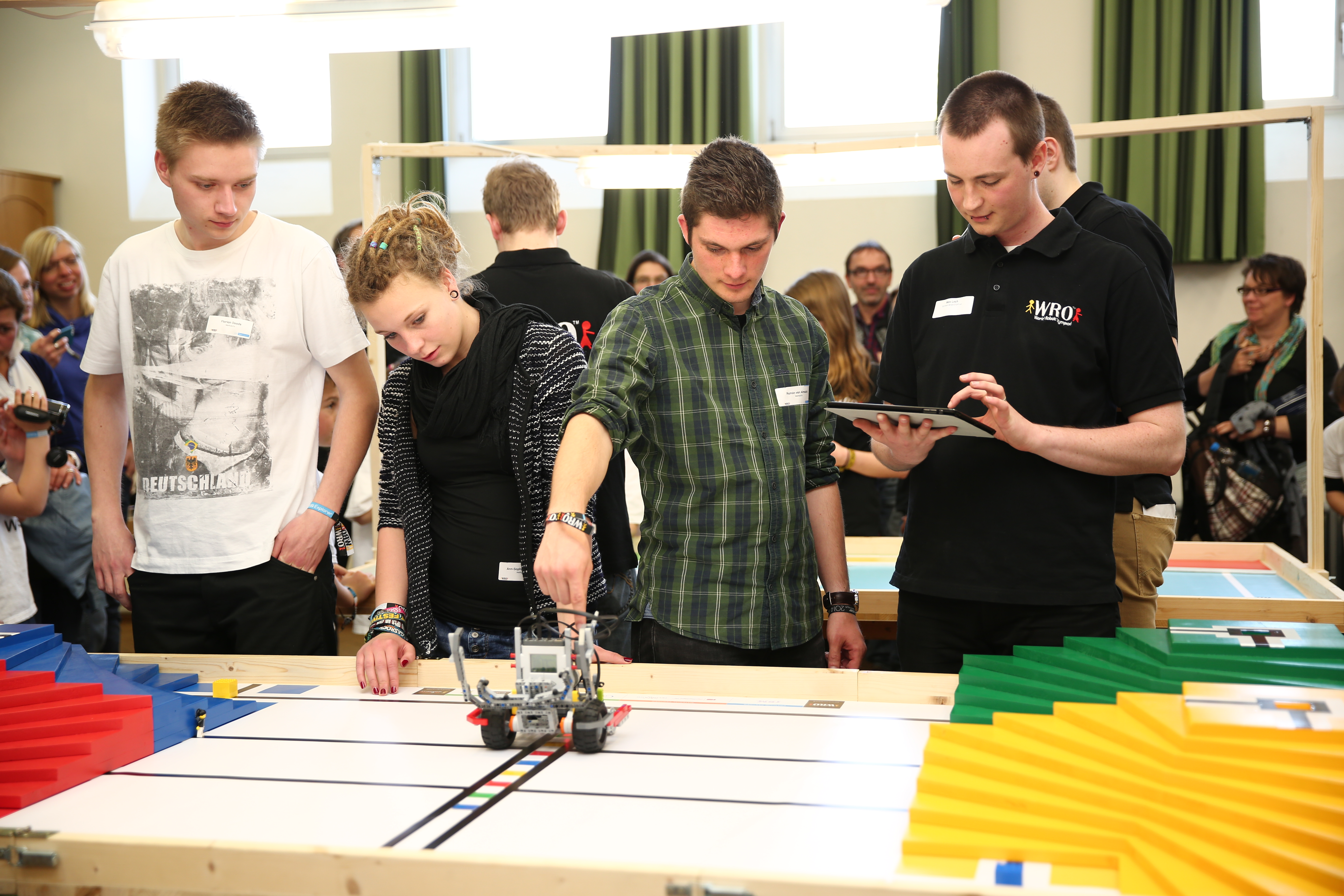
Das Spielfeld WRO Regular Category, Altersklasse Senior, im Jahr 2015

Die RoboMission (bis 2021 Regular Category, international seit 2004) ist die populärste Kategorie der WRO. Sie ist in drei Altersklassen (Elementary 8 bis 12 Jahre, Junior 11 bis 15 Jahre, Senior 14 bis 19 Jahre) unterteilt, deren Aufgaben in ihrem Schwierigkeitsgrad steigen und zum Thema der WRO Saison passen. Die Teams haben die Aufgabe einen autonom agierenden Roboter (maximal {\displaystyle 25\,{\text{cm}}\times 25\,{\text{cm}}\times 25\,{\text{cm}}}) zu entwickeln, der innerhalb eines jährlich wechselnden Parcours (Größe: {\displaystyle 236{,}2\,{\text{cm}}\times 114{,}3\,{\text{cm}}}) vorgegebene Aufgaben ausführt. Hierbei müssen in der Regel innerhalb von maximal zwei Minuten verschiedene Aufgabenelemente aufgenommen, transportiert und an den richtigen Stellen wieder abgelegt werden. Variierende Startaufstellungen der Elemente erfordern dabei komplexe Roboter und Programme, um die Teilaufgaben teilweise oder vollständig zu erfüllen.

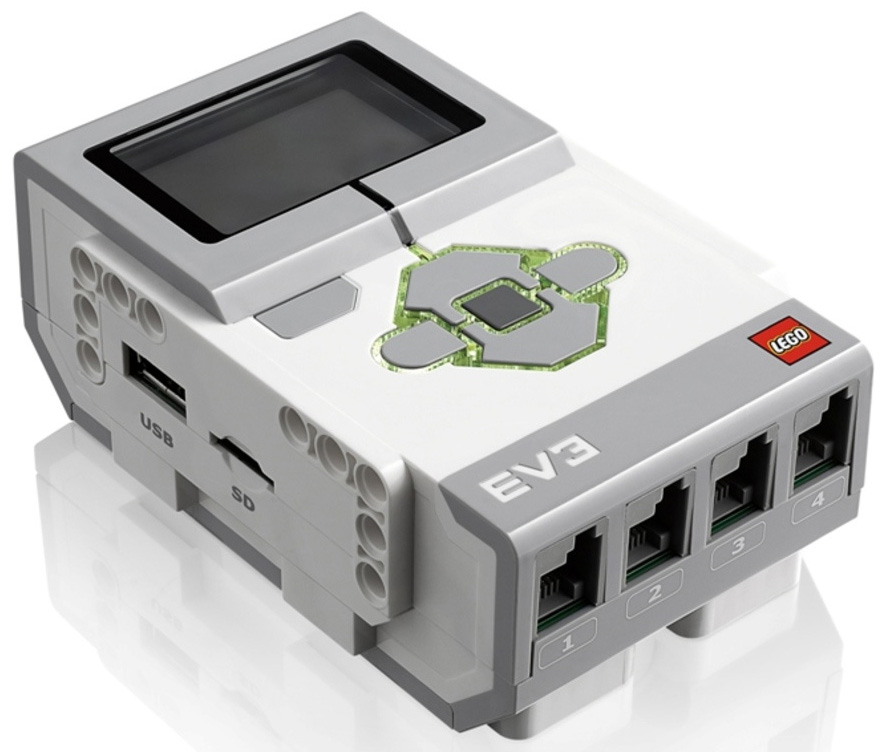
Brick des Lego Mindstorms EV3

Für den Bau der Roboter dürfen ausschließlich Lego-Materialien (in der Regel Lego Mindstorms und Lego Technic) verwendet werden. Die Teams dürfen ihren Roboter zwar vor dem eigentlichen Wettbewerb bauen und programmieren, müssen ihn aber zum Wettbewerb in allen Einzelteilen mitbringen. Innerhalb einer Bauphase von 120 Minuten zu Beginn des Wettbewerbes bauen die Teams ihren Roboter ohne Fotos und Bauanleitung zusammen. Im Anschluss messen sich die Roboter der Teams bei insgesamt vier Läufen, zwischen denen jeweils weitere Bauphasen stattfinden. Das Team mit den beiden in der Summe besten Läufen (d. h. höchste Punktzahl aus der Erfüllung der einzelnen Teilaufgaben und bei Punktegleichstand kürzere Zeit) gewinnt den Wettbewerb.
Um zu gewährleisten, dass die Roboter und deren Programmierung von den Teams im Vorfeld des Wettkampfes selbstständig entwickelt wurden, werden an den Wettbewerbstagen eine oder zwei Überraschungsaufgaben (kleine Änderung von Aufgaben oder Regelwerk) gestellt. Diese fordern zusätzlich die Kreativität und Spontanität der Teams heraus. Weiterhin müssen die Teams in der Lage sein, ihren Roboter und dessen Programmierung den Schiedsrichtern zu erklären.
Zusätzlich zu den genannten Altersklassen gibt es seit 2018 ein Starter-Programm (8 bis 19 Jahre) mit vereinfachten Regeln (bspw. kein vor Ort Zusammenbau des Roboters) und ohne Qualifikation zu einem nationalen oder internationalen Finale.

### Future Innovators

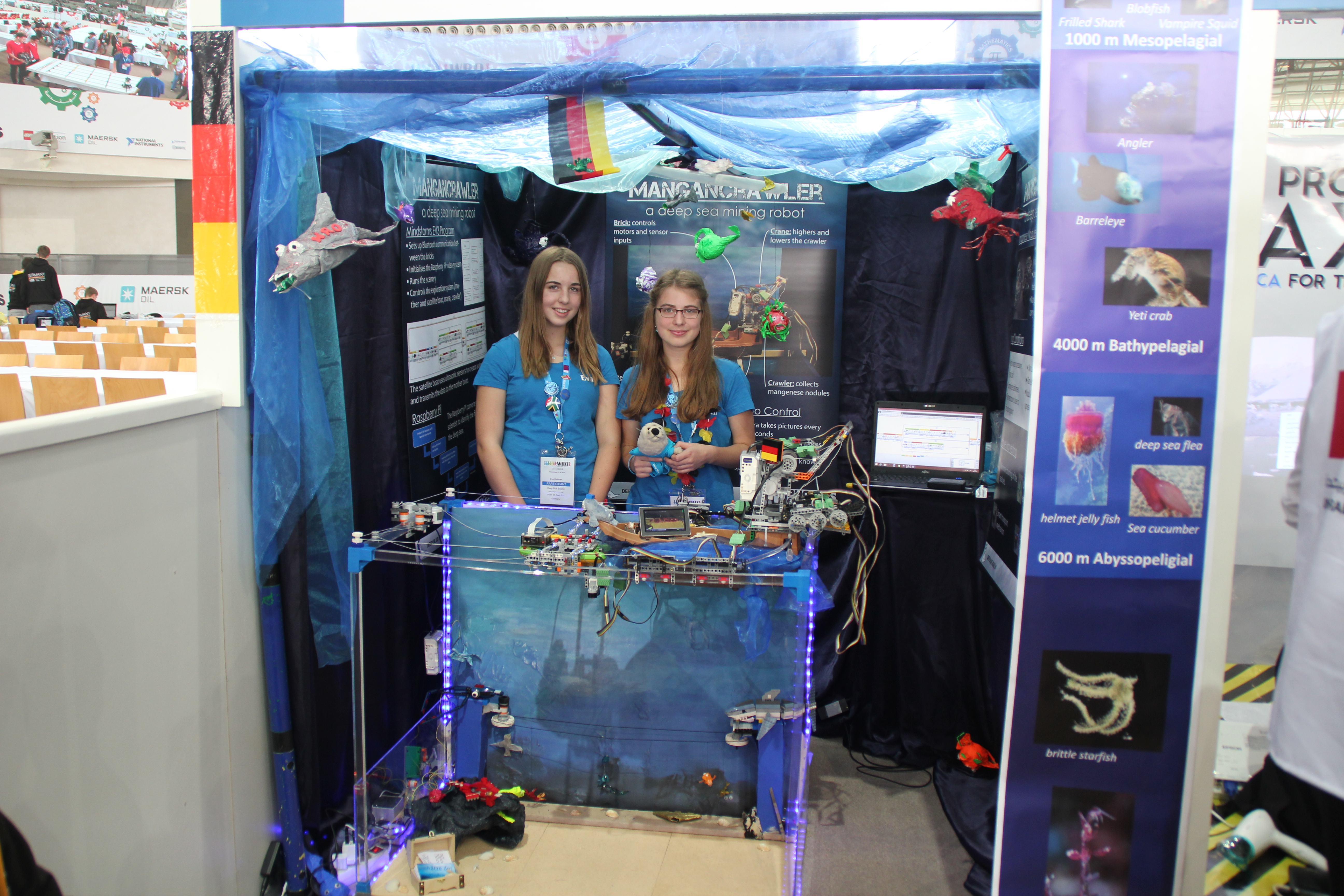
Stand des deutschen Teams „Deep Blue Seals“ beim Weltfinale in der Open Category in Doha

In der Kategorie Future Innovators (bis 2021 Open Category, international seit 2004) entwickeln die Teams (Altersklassen: Elementary 8 bis 12 Jahre, Junior 11 bis 15 Jahre, Senior 14 bis 19 Jahre) ein Robotermodell zum Thema der WRO-Saison. Die Konstruktion und die Ausgestaltung des Modells sowie des Teambereichs ({\displaystyle 2\,{\text{m}}\times 2\,{\text{m}}\times 2\,{\text{m}}}) ist weitgehend freigestellt. Dabei können jegliche Baumaterialien (z. B. Holz- oder Metallkonstruktionen) und alle Arten von Controller (z. B. Arduino, Raspberry Pi, Fischertechnik usw.) zum Einsatz kommen. Am Wettbewerbstag wird das Projekt von einer Jury in Form einer Präsentation bewertet.

### RoboSports

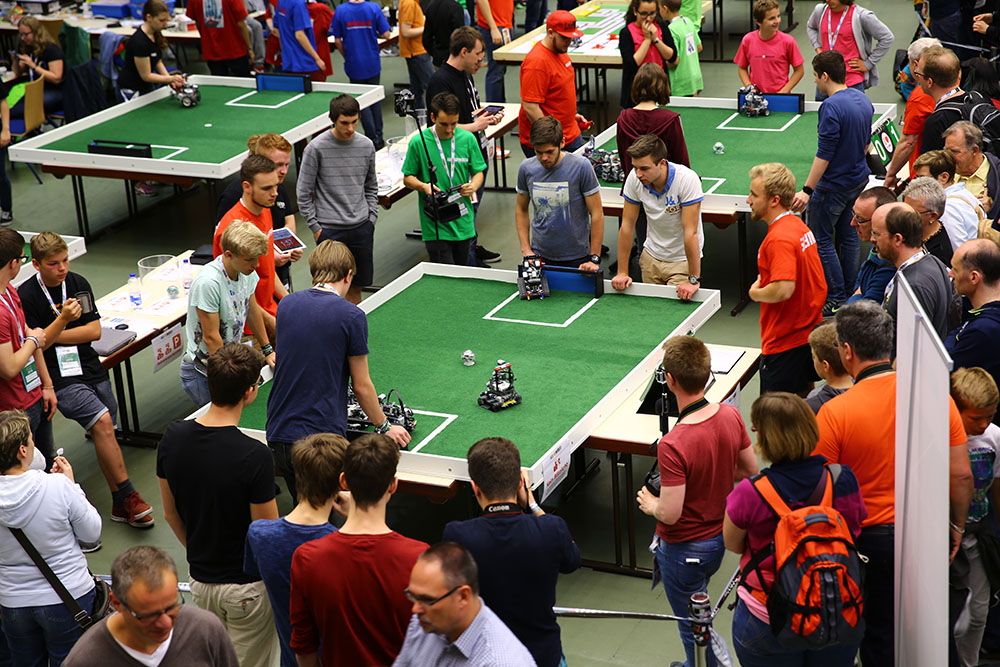
Match in der Football Category beim Deutschlandfinale in der Friedrich-Ebert-Halle Ludwigshafen im Juni 2016

Bei RoboSports (bis 2021 Football Category, international seit 2010) treten je zwei Teams (11 bis 19 Jahre) mit jeweils zwei Robotern im direkten Wettkampf gegeneinander an. Hierbei sollen vereinfacht Sportarten gespielt werden, die alle 3 bis 4 Jahre wechseln.
Die Roboter bewegen sich dabei vollständig autonom auf dem Spielfeld ({\displaystyle 237{,}0\,{\text{cm}}\times 115{,}2\,{\text{cm}}}) und nutzen Kameras oder andere Sensoren. Zusätzlich kann zur Kommunikation Bluetooth oder W-LAN verwendet. Die Roboter dürfen lediglich aus LEGO-Materialien sowie Kameras bestehen und müssen die erlaubten Maße (maximal {\displaystyle 25\,{\text{cm}}\times 25\,{\text{cm}}\times 25\,{\text{cm}}}) einhalten.
RoboSports folgt nicht dem jährlich wechselnden Wettbewerbsthema. Hier finden lediglich kleinere Anpassungen der Regeln statt.
Zwischenzeitlich wurde in Deutschland auch die Football Category – Starter angeboten. Diese fand abweichend zur Football Category auf einem kleineren Spielfeld ({\displaystyle 236{,}2\,{\text{cm}}\times 114{,}3\,{\text{cm}}}), mit je Team nur einem Roboter statt und dauerte jeweils nur 4 Minuten pro Halbzeit. Diese Kategorie wurde auf internationaler Ebene nicht angeboten, sodass hier keine Qualifikation zum Weltfinale erfolgen konnte.
2023 wurde verkündet, dass RoboSports in der Saison 2024 in Deutschland ausgesetzt wird. Grund hierfür ist der hohe Aufwand für Teams und die Jury.

### Future Engineers
In der Kategorie Future Engineers (international seit 2020) liegt der Schwerpunkt auf autonomem Fahren. Hierbei sollen die Teams (14 bis 19 Jahre) ein Roboterauto bauen, das autonom einen vor jeder Runde zufällig zusammengestellten Parcours aus Kurven, Hindernissen und Begrenzungen befahren kann. Hierfür dürfen alle Arten von Robotern, Controllern und Bauteilen verwendet werden, mit der Besonderheit, dass der Roboter 4 Räder haben muss. Die Fläche des Spielfelds hat die Maße von {\displaystyle 3\,{\text{m}}\times 3\,{\text{m}}}, während der Roboter maximal {\displaystyle 20\,{\text{cm}}\times 30\,{\text{cm}}\times 30\,{\text{cm}}} groß und {\displaystyle 1{,}5\,{\text{kg}}} schwer sein darf.

### Advanced Robotics Challenge
In den Jahren von 2013 bis 2020 wurde international auch die Kategorie Advanced Robotics Challenge (kurz: ARC) (für Jugendliche und junge Erwachsene im Alter von 17 bis 25 Jahren) durchgeführt. Diese Kategorie wurde jedoch im deutschsprachigen Raum zu keiner Zeit angeboten und wurde im Jahre 2021 auch international eingestellt.

### Weitere Kategorien
Probeweise werden von der WRO weitere Kategorien angeboten. Im Jahr 2020 waren dies die WeDo (Regular and Open) und die Virtual WRO (Regular Category).

## World Robot Olympiad Association

### Organisation
Die World Robot Olympiad wird seit 2004 auf internationaler Ebene von der World Robot Olympiad Association Ltd. (kurz: WRO Association) mit Sitz in Singapur organisiert. Die Organisation der WRO wird auf nationaler Ebene von Partnerorganisationen durchgeführt. Für Regionalwettbewerbe können wiederum lokale Partner die Organisation übernehmen.
Partner der WRO Association sind LEGO Education und Juniper Networks Inc..

### Grundsätze
Die WRO Association wurde mit folgender Mission gegründet:
Daraus ergeben sich die folgenden Guiding Principles bzw. Leitprinzipien:
| WRO Guiding Principles                                                                  | Leitprinzipien der WRO |
| --------------------------------------------------------------------------------------- | --- |
| Teams are encouraged to learn and master new skills while having fun together.          | Teams werden darin bestärkt, neue Fähigkeiten zu erlernen und in einem Team Spaß bei der Teilnahme am Wettbewerb zu haben     |
| Coaches, mentors and parents are there to guide the teams, not to do the work for them. | Coaches und Eltern sind Unterstützer des Teams und nicht diejenigen, die die Arbeit am Roboter oder der Programmierung machen |
| Participating and learning are more important than winning.                             | Mitmachen und Erfahrungen sammeln ist wichtiger als gewinnen. Es zählt, wie viel man lernt!                                   |

Die Wettbewerbsteilnehmer verpflichten sich zur Einhaltung des Code of Ethics bzw. der Team-Leitlinien:
| It is not whether you win or lose, but how much you learn that counts. | Es zählt nicht, ob wir gewinnen oder verlieren, sondern wie viel wir lernen. |
| --- | --- |
| We are participating in a competition. We like to win. We want to learn. And we also want to have fun. We want to play fair. We design our own robot and we write our own software. It is not fair if someone else does that for us. We can only learn if we try things ourselves. Our coach can teach us things and guide us. And we can also get inspired by others. But our coach should not do the work for us. And we do not simply copy a robot or software from someone else. We use the examples we find to design our own robot and programming. Sometimes we fail and that is OK. Original ideas come from failing. Winning is nice but failing is part of our journey. | Wir sind Teilnehmer eines Wettbewerbs. Wir möchten gerne gewinnen. Wir wollen lernen. Und wir wollen Spaß haben. Wir wollen uns fair verhalten. Wir entwickeln unseren Roboter und schreiben unser Programm selbst. Es ist nicht fair, wenn das jemand anderes für uns übernimmt. Wir können nur lernen, wenn wir eigenständig Neues ausprobieren. Unser Coach kann uns etwas beibringen und uns anleiten. Wir können von anderen inspiriert werden. Unser Coach sollte nicht die Arbeit für uns übernehmen. Wir kopieren keinen Roboter oder die Software von Anderen. Wir nutzen andere Beispiele, um unseren eigenen Roboterideen umzusetzen. Manchmal scheitern wir und das ist in Ordnung. Aus Fehlern kann man lernen und entstehen neue Ideen. Es ist schön zu gewinnen, aber das Scheitern gehört manchmal mit dazu. |

### Mitgliedsländer
Die WRO ist seit ihrer Gründung im Jahr 2004 (4.418 Teams aus 14 Ländern) beständig gewachsen, sodass im Jahr 2019 weltweit insgesamt 28.911 Teams aus 76 Mitgliederländern teilgenommen hatten. Stand Januar 2022 sind bereits 96 nationale Organisationen Mitglieder der WRO:
| Region                | Mitgliedsländer (alphabetisch). Gründungsmitglieder sind fett gedruckt. | Summe |
| --------------------- | --- | ----- |
| Afrika:               | Ägypten (2011), Algerien (2020), Ghana (2012), Kamerun (2020), Kenia (2020), Marokko (2017), Nigeria (2011), Südafrika (2010), Tunesien (2014) | 9     |
| Amerika:              | Bolivien (2008), Brasilien (2014), Chile (2019), Costa Rica (2011), Ecuador (2017), El Salvador (2017), Honduras (2017), Jamaika (2018), Kanada (2014), Kolumbien (2018), Mexiko (2012), Nicaragua (2017), Panama (2004), Peru (2008), Puerto Rico (2017), Vereinigte Staaten (2014) | 16    |
| Asien und Australien: | Afghanistan (2018), Armenien (2015), Aserbaidschan (2016), Australien (2010), Bangladesch (2020), Chinesisch Taipeh (2004), Georgien (2021), Hongkong (2004), Indien (2006), Indonesien (2004), Iran (2006), Japan (2004), Kambodscha (2018), Kasachstan (2014), Kirgisistan (2018), Macau (2017), Malaysia (2004), Malediven (2021), Myanmar (2018), Nepal (2018), Neuseeland (2021), Pakistan (2018), Palästina (2021), Philippinen (2004), Singapur (2004), Südkorea (2012), Tadschikistan (2019), Thailand (2004), Usbekistan (2016), Vietnam (2013), Volksrepublik China (2004) | 31    |
| Europa:               | Albanien (2018), Belarus (2014), Bosnien und Herzegowina (2021), Bulgarien (2018), Dänemark (2006), Deutschland (2012), Estland (2019), Griechenland (2009), Irland (2019), Italien (2017), Kroatien (2021), Lettland (2021), Litauen (2021), Montenegro (2021), Niederlande (2018), Nordmazedonien (2018), Österreich (2018), Polen (2021), Rumänien (2014), Russland (2004), Schweiz (2013), Serbien (2019), Slowakei (2019), Slowenien (2021), Spanien (2013), Tschechien (2021), Türkei (2015), Ukraine (2009), Ungarn (2014), Vereinigtes Königreich (2019), Zypern (2014)      | 31    |
| Mittlerer Osten:      | Bahrain (2011), Jordanien (2017), Katar (2021), Libanon (2009), Oman (2010), Palästina (2014), Saudi-Arabien (2016), Syrien (2012), Vereinigte Arabische Emirate (2006) | 9     |
| Summe                 | | 96    |

## Wettbewerbsentwicklung

### Weltfinale und Themen
Das Weltfinale der WRO findet jährlich in einer anderen großen internationalen Stadt statt. Die ausrichtende nationale Partnerorganisation entwickelt auch die Aufgaben der WRO-Saison. Die Tabelle zeigt eine Übersicht aller Wettbewerbe und der Austragungsorte des Weltfinales:
| Jahr | Land                         | Stadt        | WRO-Saison Thema                                                                   | Bemerkungen                                            |
| ---- | ---------------------------- | ------------ | ---------------------------------------------------------------------------------- | ------------------------------------------------------ |
| 2025 | Singapur                     | Singapur     | The Future of Robots                                                               |                                                        |
| 2024 | Türkei                       | Izmir        | Earth Allies                                                                       | 1. Platz RoboMission Elementary                        |
| 2023 | Panama                       | Panama-Stadt | Connecting the World                                                               | 1. Platz Future Innovators 2. Platz RoboMission Senior |
| 2022 | Deutschland                  | Dortmund     | My Robot My Friend                                                                 |                                                        |
| 2021 | Online-Veranstaltung         | ---          | PowerBots – The Future of Energy! PowerBots – Die Zukunft der Energie!             | Online                                                 |
| 2020 | Kanada                       | Montréal     | Climate Squad Klima Gruppe                                                         | Abgesagt                                               |
| 2019 | Ungarn                       | Győr         | Smart Cities Intelligente Städte                                                   | 2. Platz Regular Senior 3. Platz Regular Senior        |
| 2018 | Thailand                     | Chiang Mai   | Food Matters Nahrung ist wichtig                                                   | 2. Platz Open Senior Erste Teilnahme Österreichs.      |
| 2017 | Costa Rica                   | San José     | Sustainabots – Robots for Sustainability Roboter für Nachhaltigkeit                | 2. Platz Open Junior 2. Platz Open Senior              |
| 2016 | Indien                       | Delhi        | Rap the Scrap Roboter reduzieren, verwalten und recyceln Müll                      |                                                        |
| 2015 | Katar                        | Doha         | Robot Explorers Roboter Entdecker                                                  | 3. Platz Regular Senior 3. Platz Open Junior           |
| 2014 | Russland                     | Sotschi      | Robots and space Roboter im Weltall                                                |                                                        |
| 2013 | Indonesien                   | Jakarta      | World Heritage Welterbe                                                            | Erste Teilnahme der Schweiz.                           |
| 2012 | Malaysia                     | Kuala Lumpur | Robot Connecting People Roboter verbinden Menschen                                 |                                                        |
| 2011 | Vereinigte Arabische Emirate | Abu Dhabi    | Robots for life improvement Roboter verbessern das Leben                           |                                                        |
| 2010 | Philippinen                  | Manila       | Robots promote tourism Roboter fördern Tourismus                                   |                                                        |
| 2009 | Südkorea                     | Pohang       | Artist Robot Artistische Roboter                                                   |                                                        |
| 2008 | Japan                        | Yokohama     | Saving Global Environment Rettet die globale Umwelt                                |                                                        |
| 2007 | Chinesisch Taipeh            | Taipeh       | Civil safety, security and emergency response Sicherheit, Schutz und Notfallschutz |                                                        |
| 2006 | Volksrepublik China          | Nanning      | Humanoid Menschenähnliche Roboter                                                  |                                                        |
| 2005 | Thailand                     | Bangkok      | Robot in Sports & Science Fiction Roboter im Sport und Science Fiction             |                                                        |
| 2004 | Singapur                     | Singapur     | Robots in Sports Roboter im Sport                                                  |                                                        |

1. ↑  Das Weltfinale 2021 wird aufgrund der COVID-19-Pandemie online stattfinden.
2. ↑  Neben den meisten nationalen Wettbewerben wurde auch das Weltfinale 2020 aufgrund der COVID-19-Pandemie abgesagt.

### WRO Friendship Invitationals
Als Ergänzung zu den Weltfinalen finden seit 2018 zusätzlich WRO Friendship Invitationals (bzw. World Adolescent Robotics Competition) statt. Die Qualifikation findet in Deutschland aufgrund der Platzierung im Deutschlandfinale statt.
| Jahr | Land                | Stadt          | Bemerkungen                           |
| ---- | ------------------- | -------------- | ------------------------------------- |
| 2024 | Italien             | Brescia        |                                       |
| 2023 | Dänemark            | Odense         |                                       |
| 2020 | Volksrepublik China | Lángfāng       | abgesagt                              |
| 2020 | Italien             | Brescia        | abgesagt                              |
| 2020 | Vereinigte Staaten  | Orlando (FL)   | abgesagt                              |
| 2019 | Dänemark            | Aarhus         |                                       |
| 2018 | Philippinen         | Lapu-Lapu City |                                       |
| 2018 | Volksrepublik China | Guiyang        | World Adolescent Robotics Competition |

1. ↑  Neben den meisten nationalen Wettbewerben wurden auch die Invitationals 2020 aufgrund der COVID-19-Pandemie abgesagt.

### Deutschland
Die teilnehmenden Teams müssen sich zunächst über regionale Wettbewerben für das Deutschlandfinale qualifizieren. Beim Deutschlandfinale erhalten die besten deutschen Teams dann ihre Startberechtigungen für das Weltfinale.
| Jahr | Stadt Deutschlandfinale                    | Anzahl Regional Wettbewerbe | Anzahl Teams RoboMission (ehemals Regular Category) | Anzahl Teams Future Innovators (ehemals Open Category) | Anzahl Teams RoboSports (ehemals Football Category) | Anzahl Teams Future Engineers | Gesamt |
| ---- | ------------------------------------------ | --------------------------- | --------------------------------------------------- | ------------------------------------------------------ | --------------------------------------------------- | ----------------------------- | ------ |
| 2024 | Passau                                     | 50                          | 565                                                 | 81                                                     | 0                                                   | 40                            | 897    |
| 2023 | Freiburg im Breisgau                       | 39                          | 425                                                 | 71                                                     | 25                                                  | 20                            | 710    |
| 2022 | Chemnitz                                   | 33                          | 251                                                 | 50                                                     | 8                                                   | 22                            | 436    |
| 2021 | Freiburg im Breisgau (abgesagt)            | 13                          | 151                                                 | 12                                                     | 12                                                  |                               | 175    |
| 2020 | Chemnitz (abgesagt)                        | 37 (alle abgesagt)          |                                                     |                                                        |                                                     |                               | 745    |
| 2019 | Schwäbisch Gmünd                           | 33                          | 645                                                 | 75                                                     | 42                                                  |                               | 762    |
| 2018 | Passau (zusammen mit dem Österreichfinale) | 27                          | 526                                                 | 68                                                     | 41                                                  |                               | 635    |
| 2017 | Schweinfurt                                | 28                          | 471                                                 | 90                                                     | 23                                                  |                               | 584    |
| 2016 | Ludwigshafen                               | 26                          | 353                                                 | 79                                                     | 18                                                  |                               | 450    |
| 2015 | Dortmund                                   | 19                          | 289                                                 | 75                                                     | 16                                                  |                               | 380    |
| 2014 | Dortmund                                   | 14                          | 247                                                 | 25                                                     | nicht angeboten                                     |                               | 272    |
| 2013 | Dortmund                                   | 8                           | 98                                                  | 13                                                     | nicht angeboten                                     |                               | 111    |
| 2012 | Beckum (Junior), Menden (Senior)           | -                           | 32                                                  | nicht angeboten                                        | nicht angeboten                                     |                               | 32     |

Der Wettbewerb wird in Deutschland seit 2012 vom Verein TECHNIK BEGEISTERT e.V. durchgeführt. In Anerkennung seiner Leistung bei der Organisation des Wettbewerbs wurde Markus Fleige (Vorsitzender des Vereins) im Jahr 2013 mit dem MINT-Botschafterpreis ausgezeichnet.
Das Angebot der WRO in Deutschland wird seitdem kontinuierlich erweitert. So wurden zu Beginn noch nur die Altersklassen Junior und Senior angeboten. Im Jahr 2013 folgte die Einführung der Open Category. Seit der Wettbewerbssaison 2014 werden alle drei Altersklassen in beiden Wettbewerbskategorien angeboten und zudem ein neuer, verbesserter, Wettbewerbsmodus eingeführt: Es werden nun 4 Wettbewerbsläufe gefahren und das Ranking erfolgt anhand der zwei besten Läufe eines Teams. Im Jahr 2015 fand erstmals ein Pilotwettbewerb zu Roboterfußball statt, welcher seit 2016 fest etabliert ist.
Der Wettbewerb findet deutschlandweit immer größeres Interesse und wird bereits an zahlreichen Standorten angeboten. Aufgrund der COVID-19-Pandemie und zugunsten eines Online-Weltfinales wurde das ursprünglich für das Jahr 2021 geplante Weltfinale in Dortmund auf das Jahr 2022 verschoben.

### Österreich
Seit Sommer 2018 findet ein österreichischer WRO-Wettbewerb mit Qualifikation zum Weltfinale statt. Dieser wird von der Techno-Z Braunau Technologiezentrum GmbH organisiert und beinhaltet derzeit (Stand: 2020) Wettbewerbe in den Regular-Kategorien Junior und Senior.
| Jahr | Stadt Österreichfinale                      | Anzahl Regional Wettbewerbe (Qualifikation) | Anzahl Teams (Regular Category) (Elementary, Junior, Senior) | Anzahl Teams (Open Category) | Anzahl Teams (Football Category) | Gesamt |
| ---- | ------------------------------------------- | ------------------------------------------- | ------------------------------------------------------------ | ---------------------------- | -------------------------------- | ------ |
| 2020 | Braunau am Inn (abgesagt)                   | 0                                           |                                                              | nicht angeboten              | nicht angeboten                  |        |
| 2019 | Schärding                                   | 0                                           | 20 (0, 14, 6)                                                | nicht angeboten              | nicht angeboten                  | 20     |
| 2018 | Passau (zusammen mit dem Deutschlandfinale) | 0                                           | 15 (0, 9, 6)                                                 | nicht angeboten              | nicht angeboten                  | 15     |

### Schweiz
Seit Sommer 2013 findet jährlich ein WRO-Wettbewerb in Aarburg statt (abgesagt im Jahr 2020). Die jeweils besten Teams qualifizieren sich zum Weltfinale.
Im Jahr 2020 werden nur die Regionalwettbewerbe ausgetragen. Sie fanden folgendermaßen statt:
- Zürich: 7. November (Elementary und Junior)
- Rotkreuz / Zug: 14. November (Elementary und Junior)
- Brugg / Windisch: 21. November (Elementary und Junior)
- Burgdorf: 21. November (Senior)

Ob und in welcher Form ein Titel «Schweizer Meister» vergeben wird, steht noch nicht fest.
Der Verein TECHNIK BEGEISTERT e.V. begleitet die Schweizer Organisation IngCH – der offizielle WRO National Organizer – als Operational Partner und übernimmt dabei einige Aufgaben, die gemeinsam abgewickelt werden können.